# Magnetopausa

Zona della magnetosfera (2). La magnetopausa è (3)

La magnetopausa è una superficie che racchiude al suo interno la magnetosfera e la separa, in prima approssimazione, dal vento solare.

## Onda d'urto stazionaria, regione di transizione e forma della magnetopausa
Prima di raggiungere la magnetopausa, il vento solare è decelerato, compresso e riscaldato attraverso un'onda d'urto stazionaria dovuta al fatto che il vento solare fluisce con velocità supersonica rispetto alla Terra. La regione di transizione fra l'onda d'urto stazionaria e la magnetopausa è detta magnetoguaina; in essa il flusso del vento solare è caratterizzato dalla presenza di turbolenza MHD.
La forma della magnetopausa terrestre si può descrivere, in direzione del Sole, come una porzione di ellissoide di rotazione; tale forma si trasforma gradualmente in una superficie cilindrica man mano che ci si allontana dalla Terra in direzione opposta. La distanza dal centro della Terra dell'intersezione fra la magnetopausa e la linea ideale che congiunge il centro della Terra e quello del Sole può variare fra circa 40 000 e 100 000 km. Tale distanza dipende dalla pressione dinamica esercitata dal vento solare sul campo magnetico terrestre: aumentando tale pressione, essa decresce e la magnetosfera viene compressa; diminuendo tale pressione, essa cresce e la magnetosfera si espande.
Nella realtà, la magnetopausa non è una semplice superficie di separazione, ma ha uno spessore finito.
La maggior parte delle particelle del vento solare fluiscono intorno alla magnetopausa come le particelle di un fluido intorno a un ostacolo; tuttavia, il vento solare può penetrare in parte attraverso di essa nella magnetosfera.
Nella Terra, e in tutti gli altri pianeti in possesso di campi magnetici, il plasma che riesce a entrare viene imprigionato all'interno della magnetosfera; nella Terra esso va a formare una cintura di radiazioni (fasce di Van Allen).

## Calcolo della posizione della magnetopausa
Per calcolare la distanza dal centro della Terra del punto sub-solare della magnetopausa, cioè dell'intersezione fra essa e la linea ideale che congiunge il centro della Terra con il centro del Sole, si eguaglia la pressione del vento solare alla pressione magnetica dovuta al campo magnetico terrestre.
{\displaystyle (\rho v^{2})_{sw}\approx ({\frac {4B(r)^{2}}{2\mu _{0}}})_{m}}
p e v sono la densità e la velocità del vento solare
B(r) è la forza del campo magnetico del pianeta nel sistema internazionale di misura (B in T, μ0 in H/m). Siccome la forza del campo magnetico del dipolo varia con la distanza come {\displaystyle 1/r^{3}}, la forza del campo magnetico può essere scritta: {\displaystyle B(r)=B_{0}/r^{3}}.
{\displaystyle \rho v^{2}\approx {\frac {2B_{0}^{2}}{r^{6}\mu _{0}}}}.
risolvendo l'equazione per r che si posiziona a una certa distanza:
{\displaystyle r\approx {\sqrt[{6}]{\frac {2B_{0}^{2}}{\mu _{0}\rho v^{2}}}}}
La ragione del fattore 4 è perché la forza del campo magnetico all'interno della magnetopausa risulta due volte un dipolo valutato considerando la magnetopausa come un diodo planare.
La distanza della Terra dalla magnetopausa varia nel tempo a causa dell'attività solare; ma la tipica distanza è compresa tra 6 - 15 R{\displaystyle _{\oplus }}. Modelli empirici che utilizzano i dati del vento solare possono fornire valori istantanei della posizione della magnetopausa.
Il confine nel quale il vento solare cade bruscamente interagendo con la magnetosfera (bow shock) si ferma a monte della magnetopausa; ciò serve a rallentare e deflettere il flusso del vento solare prima che tocchi la magnetopausa. Il momento magnetico della Terra equivale a 7,906 x 1031 gauss m−3.

## Parametri degli altri pianeti
| Pianeta  | Numero | Momento magnetico | Distanza magnetopausa | Grandezza osservata della magnetosfera | Variazione della magnetosfera |
| -------- | ------ | ----------------- | --------------------- | -------------------------------------- | ----------------------------- |
| Mercurio | 1      | 0,0004            | 1,5                   | 1,4                                    | 0                             |
| Venere   | 2      | 0                 | 0                     | 0                                      | 0                             |
| Terra    | 3      | 1                 | 10                    | 10                                     | 2                             |
| Marte    | 4      | 0                 | 0                     | 0                                      | 0                             |
| Giove    | 5      | 20 000            | 42                    | 75                                     | 25                            |
| Saturno  | 6      | 600               | 19                    | 19                                     | 3                             |
| Urano    | 7      | 50                | 25                    | 18                                     | 0                             |
| Nettuno  | 8      | 25                | 24                    | 24,5                                   | 1,5                           |

Venere e Marte non hanno un campo magnetico planetario e conseguentemente non hanno una magnetopausa. Il vento solare interagisce direttamente con l'atmosfera del pianeta e si crea una zona di vuoto dietro al pianeta. Anche nel caso della Luna (così come per gli altri corpi privi di campo magnetico o di atmosfera) il vento solare interagisce direttamente con la superficie del corpo celeste e si forma un vuoto dietro al corpo.